# Ivica Stojak
Ivica Stojak (Travnik, 20. listopada 1992.), prvi zapovjednik travničkog HVO-a.
Stojak se tog dana zaputio u Novi Travnik radi zaustavljanja sukoba bošnjačkih i hrvatskih snaga u Novom Travniku koji je prijetio ozbiljnim eskaliranjem. Stojak je uživao autoritet i bio je u dobrim odnosima s bošnjačkim i hrvatskim zapovjednicima. Sve ukazuje da nekomu nije bio interes da se sukob zaustavi. General HVO-a Ivica Nakić je povodom 19. obljetnice Stojakova ubojstva opisao to nedjelo riječima "„Bio je to pucanj u Ivicu Stojaka, u dotadašnje savezništvo ABiH i HVO-a u borbi sa srpskim agresorom, u Hrvate ovoga kraja, u Travnik i suživot u njemu."
Ubijen je u vozilu HVO-a 20. listopada 1992. godine, dok su još trajale borbe za obranu Jajca. U vozilu su bili Ivica Stojak i njegov pomoćnik Zvonko Gašo koji je tad obnašao dužnost načelnika Sigurnosno izvještajne službe (SIS) u Travniku. Navodni saveznici HVO-a, Armija BiH zaustavili su vozilo HVO-a na nadzornoj točki kod Travničke medrese, na nadzornoj točki koju su na istočnom ulazu u Travnik držali pripadnici Armije BiH.
Stojakov automobil je nadzornoj točki zaustavio pripadnik postrojbe ABiH zvane Sedma muslimanska brigada koji je bio i egzekutor. Na točki se nalazio Gašin poznanik Semir Terzić (profesor sociologije), u tom trenutku zapovjednik 1. bataljona 7. muslimanske brigade. Izbila je kraća prepirka.
Prema svjedocima tada je vatru je na zaustavljeno vozilo otvorio zapovjednik 1. (travničkog) bataljuna 7. muslimanske brigade major Semir Terzić zajedno sa svojim vojnicima. Pritom su ubili Ivicu Stojaka, a teško ranili načelnika HVO-a Zvonku Gašu.  Ubijen je hitcima u leđa kroz vjetrobransko staklo automobila, bez ikakva povoda. Težinu zločina oslikava iznevjereno povjerenje, jer zapovjednik te nadzorne točke bio je Stojakov dobar prijatelj. Zločin je bio predskazanje pripremane velikobošnjačke agresije na Hrvate Srednje Bosne. 7. muslimanska brigada poslije je postala poznata po postrojbama iz svog sastava el-Mudžahid, čiji su pripadnici vojnim zarobljenicima i civilima odsjecali glave, kao što to rade i pripadnici al-Qaide i ISIL-a te Boko Harama, što je dokumentirano i na Haškom sudu. Osim odgovornosti za ubojstvo Ivice Stojaka u Travniku, Terzić je odgovoran i za napad na selo Maljine-Bikoši i strijeljanje zarobljenih vojnika HVO-a i civila Hrvata. Ubojstvo Stojaka se dešava u vrijeme otvorenog lokalnog sukoba ABiH i HVO-a u obližnjem Novom Travniku /drugog po redu/ pa su ekstremne muslimanske snage iz Travnika procjenjivale da je trenutak da se taj sukob proširi i na sam Travnik. Očekivalo se da će ovo ubojstvo /ili ubojstva/ ”isprovocirati” travnički HVO da uzvrati a time da bude proglašen i krivcem za novonastalu situaciju. Sukob je izbjegnut ali su trajne tenzije ostale. Do danas se u slučaju Stojak ništa nije uradilo. Do otvorene agresije ABiH na Hrvate Travnika, 4. lipnja 1993. godine, brojni su pojedinačni slučajevi maltretiranja, do ubojstava, Hrvata na koje se svjesno baca prašina.
Sukob se isti dan kad je ubijen Stojak proširio i na Vitez. Treći moment bio je u Uskoplju. Već 21. listopada GS HVO prima izvješće da u Uskoplju i Rami su napetosti i izvjesno izbijanje sukoba svakog trena. Hrvati su poduzeli sve mjere sigurnosti da bi se spriječili sukobi snaga HVO i ABiH na rubnim područjima Operativne zone Sjeverozapadna Hercegovina, a posebno u tim gradićima, Uskoplju i Rami. 23. listopada snage događa se treći ključni sukob na Putu spasa.
26. listopada izbili problemi u zapovjedništvu HVO brigade Travnik, jer nakon ubojstva zapovjednika brigade HVO Ivice Stojaka netko je bez odobrenja sklopio primirje s muslimanskim snagama i dalo zajednički proglas, da će s TO deblokirati put prema N. Travniku. Osobe koje su ubile Stojaka nisu izručene ni nakon sedam dana. Zapovjedništvo je potpuno smijenjeno i ustrojeno je novo.
Kada je ubijen Ivica Stojak, poslije ga je zamijenio Jozo Leutar. U narednih 10.-ak godina desila su se brojna ubojstva travničkih Hrvata od kojih niti jedno nije procesuirano pa niti nalogodavci niti izvršitelji nisu poznati. Leutar je poveo istragu i bio je na pravom tragu. Govorilo se o "istom rukopisu" ubojstava Leutara u Sarajevu i policajaca Hrvata Bilića i Valjana u Travniku, a neki pokazatelji govore kako je Leutarovim ubojstvom praktički zaustavljena istraga zločina u Travniku koja je bila "na pravom tragu". A trag je vodio, kako se tvrdilo, preko organizacije Aktivne islamske omladine i AID-a, do SDA-ova političkog, a to znači i federalnog vrha. Sjedište Aktivne islamske omladine u to vrijeme bilo je preko puta zgrade PU-a u kojoj je bilo i sjedište AID-a.